# Le Roi Candaule (ballet)
Pour les articles homonymes, voir Le Roi Candaule (homonymie).
Le Roi Candaule (Царь Канда́вл) est un ballet en quatre actes et six tableaux avec apothéose de Marius Petipa sur une musique de Cesare Pugni et un livret de Saint-Georges et Petipa, basé sur la nouvelle de Théophile Gautier, Le Roi Candaule. La première eut lieu le 17/29 octobre 1868 au théâtre Bolchoï Kamenny de Saint-Pétersbourg.

## Représentations à Saint-Pétersbourg

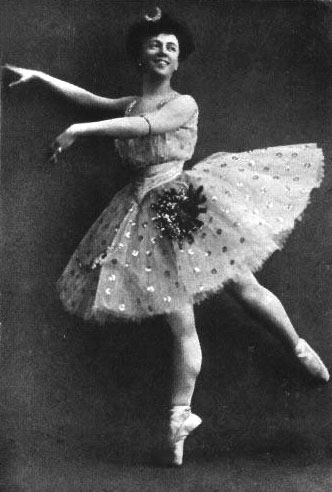
Olga Preobrajenska dans le rôle de Diane, Pas de Diane (1899?).

Le Roi Candaule est le deuxième ballet à grand spectacle de Marius Petipa après La Fille du pharaon (1862). Le rôle principal est dévolu à la ballerine Henriette Dor, invitée de Vienne à Saint-Pétersbourg. 
Petipa s'écarte ici de la tradition tacite qui exigeait une finale pleine de bienséance. Petipa lui-même considérait en plaisantant que ce ballet était « un péché de jeunesse » — cependant ce  « ballet fantastique » qui exploite toutes les possibilités de la danse connaît une grande longévité scénique. 
Le ballet est donné jusqu'en 1876, puis il est monté le 23 janvier 1877 au bénéfice d'Ekaterina Vazem. En 1891, Petipa en donne une version révisée au bénéfice de Christian Johansson, qui selon Mathilde Kschessinska, déjà dans un âge avancé « pouvait merveilleusement toucher l'esprit et l'âme par le mouvement. »
Le ballet est donné en 1908 par Nikolaï Sergueïev avec dans le rôle principal Mathilde Kschessinska. En décembre 1909, Nyssia est interprétée par Anna Pavlova qui met l'accent sur le caractère dramatique du sort et de la force d'âme de l'héroïne. Le ballet n'est plus monté après la révolution d'Octobre.

## Représentation à Moscou
Après la première, le directeur des théâtres impériaux Alexandre Guedeonov ordonne au bureau le 26 novembre 1868 d'envoyer Marius Petipa à Moscou pour y monter ce nouveau ballet dans les six semaines. Le 27 novembre, c'est la première du ballet en un acte La Danseuse voyageuse avec Alexandra Kämmerer et le lendemain Les Nouvelles de Moscou annoncent que  « le maître de ballet monsieur Petipa arrivant de Saint-Pétersbourg est occupé à monter le nouveau ballet Le Roi Candaule dont le sujet est inspiré en partie d'Hérodote. Ce ballet dont les spectateurs pétersbourgeois ont loué les merveilles sera joué au bénéfice de madame Sobechtchanskaïa. » La première a lieu le 22 décembre.

## Critiques
En 1874, Le Roi Candaule compte parmi les ballets de Marius Petipa que Bournonville a vus à Saint-Pétersbourg. Outre ce ballet, le chorégraphe danois assiste à d'autres spectacles de Petipa, comme Le Papillon, La Fille du pharaon, Don Quichotte et La Esmeralda, et constate « l'impudeur du style emprunté aux grotesques italiens et plébiscité par  la scène décadente de l'Opéra de Paris » et se plaint de ses « extravances gymniques qui n'ont aucun rapport ni avec le véritable art de la danse, ni avec l'art de la plastique, ne se justifiant ni dans les rôles, ni dans l'action du ballet. » De son point de vue, ces spectacles étaient mis en scène « avec un luxe inégalé en Europe », ce qui contredisait « les principes de Noverre et de Vestris ».

## Représentations postérieures
Au début de l'époque soviétique, le maître de ballet Leonid Leontiev représente sur la scène  du théâtre d'opéra et de ballet de Léningrad sa propre version du ballet. La première du Roi Candaule a lieu en trois actes et cinq tableaux le 1er mars 1925. Selon la nouvelle mise en scène de N. G. Vinogradov, l'argument se déroule « autour du soulèvement du peuple contre le despotisme du roi Candaule ». Ainsi, l'héroïne du ballet n'est plus la reine Nyssia, mais la bergère Clithie, « esprit du complot révolutionnaire ». La musique de Cesare Pugni est orchestrée de façon nouvelle par Boris Assafiev, tout en gardant les décors:263; le maître de ballet Leonid Leontiev révise l'ancienne chorégraphie de Petipa. Cependant ces changements ne rencontrent pas la faveur du public et le ballet ainsi rénové sort rapidement de la programmation.

## Distribution
| Rôles            | 29 (17) octobre 1868                                                           | 22 décembre 1868, théâtre du Bolchoï                                      | 24 novembre 1891, au bénéfice de Christian Johansson                                               | 1903 (?)           | 14 décembre 1908, révisée par Nikolaï Sergueïev  | 1er mars 1925, théâtre du Bolchoï                       |
| ---------------- | ------------------------------------------------------------------------------ | ------------------------------------------------------------------------- | -------------------------------------------------------------------------------------------------- | ------------------ | ------------------------------------------------ | ------------------------------------------------------- |
| Candaule         | Felix Kschessinski                                                             | F. A. Rheinshausen                                                        | Pavel Gerdt                                                                                        | Pavel Gerdt        |                                                  | Alexandre Monakhov (son valet d'arme: Pavel Gontcharov) |
| Clithie          | Klavdia Kantsyreva                                                             | Polina Karpakova                                                          | Varvara Rykhliakova                                                                                | Nadège Petipa      |                                                  | Elena Lioukom                                           |
| Nyssia           | Henriette Dor (puis Alexandra Verguina, A. I. Simskaïa, Ekaterina Vazem, etc.) | Anna Sobechtchanskaïa                                                     | Carlotta Brianza (puis Maria Gorchenkova, Lidia Nelidova, Marie Petipa, Ioulia Sedova, etc.)       | Ioulia Sedova      | Mathilde Kschessinska (après 1909: Anna Pavlova) |                                                         |
| Diane            | Alexandra Kämmerer                                                             |                                                                           | |                    |                                                  |                                                         |
| Gygès            | Lev Ivanov                                                                     | Sergueï Sokolov                                                           | Alexandre Oblakov (puis Alexandre Gorski, etc.)                                                    | Gueorgui Kiakcht   |                                                  | Mikhaïl Doudko                                          |
| Pythie           |                                                                                |                                                                           | | Evdokia Vassilieva |                                                  |                                                         |
| Chef d'orchestre |                                                                                | P. N. Louzine                                                             | |                    |                                                  | Alexandre Gaouk                                         |
| Scénographie     | Heinrich Wagner, V. Egorov, V. Prokhorov, A. Bredov, Andreas Roller            | K. F. Walz, Pavel Issakov, I. E. Koukanov, I. I. Changuine, F. I. Chenian | V. V. Vassiliev, Henri Levot, К. М. Ivanov, Matveï Chichkov (décors) Evgueni Ponomariov (costumes) |                    |                                                  | décors des spectacles d'avant la révolution             |

## Le pas de deux de Diane et Actéon

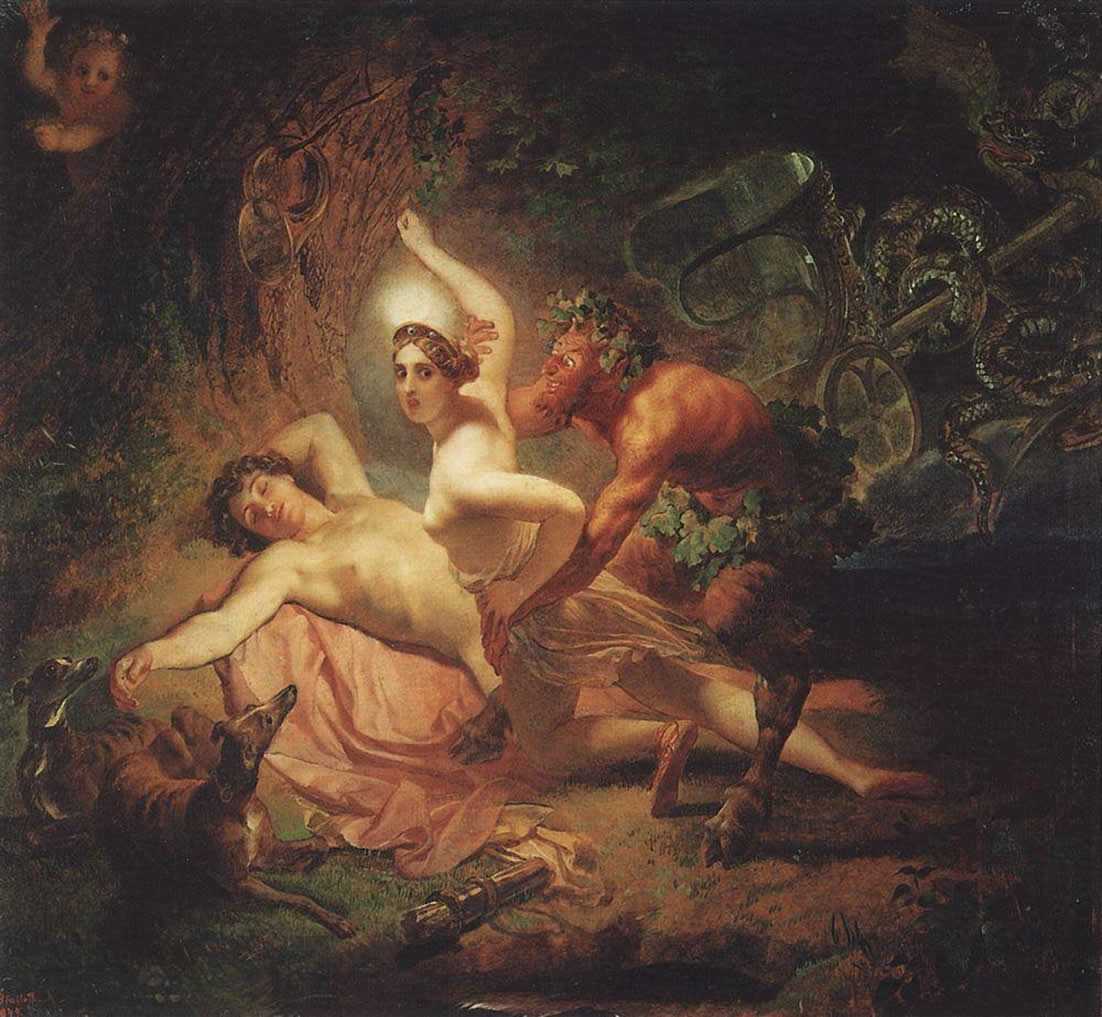
Diane, Endymion et un satyre de Karl Brioullov (Galerie Tretiakov), 1849.

Le passage le plus connu du Roi Candaule est incontestablement le pas de deux de Diane et Actéon qui est représenté à de nombreux concours et galas et qui fait partie du deuxième acte de la version révisée de La Esmeralda par Iouri Bourlaka et Vassili Medvedev en 2009 pour le ballet du Bolchoï.
Le titre original de ce pas était Les Aventures amoureuses de Diane ou simplement le Pas de Diane et était à l'origine un pas de trois dansé par Diane, déesse de la Chasse, le berger Endymion et un satyre au quatrième acte du Roi Candaule. Petipa se serait inspiré pour ce pas d'un tableau de Karl Brioullov. La version traditionnelle dansée aujourd'hui n'est plus celle de Petipa, mais celle d'Agrippina Vaganova qui a transféré ce Pas de Diane dans la nouvelle version de La Esmeralda en 1935. Elle a supprimé le rôle du satyre et a changé le rôle d'Endymion en celui du chasseur Actéon, avec qui Diane danse accompagnée d'une douzaine de nymphes. Actéon, pour l'avoir vue se baigner nue, est transformé en cerf, pourchassé par les chiens de Diane chasseresse et tué.

## Argument

### Acte I

#### Scène I - Dans une clairière. Au fond, la grotte de la Pythie
Le roi et le peuple de Lydie se rendent en ce lieu pour questionner l'oracle. Au lever de rideau, les paysans, les bergers et bergères se reposent sur l'herbe après le labeur. Parmi eux, se trouve le berger Gygès qui joue de la flûte pour faire danser la compagnie. La bergère Clithie, qui lui est promise, se trouve à ses côtés. La nuit tombe peu à peu et les paysans considèrent avec frayeur la grotte de la Pythie et quittent l'endroit. Il fait nuit.
Les hiboux hululent et les chauve-souris sifflent. La Pythie sort de sa grotte entourée de nuages et de fumée et sachant que le roi Candaule doit la consulter, elle ordonne que tout le monde parte. Le roi s'approche escorté de sa suite. Gygès guide le roi et l'informe que, s'il désire consulter l'oracle, il doit frapper le bouclier qui pend à l'entrée de la grotte de la Pythie. Gygès, le roi et sa suite entrent dans la grotte. Candaule frappe le bouclier et la Pythie apparaît. La roi la supplie de dire l'avenir.
Elle lui rétorque qu'il a usurpé le trône ayant enlevé le roi dans son enfance et l'ayant abandonné dans la forêt à la merci des bêtes sauvages pour prendre la couronne. Alarmé, Candaule proteste qu'elle se trompe. La Pythie propose alors le jugement du Ciel 
pour faire éclater la vérité. Elle lève les bras, mais Candaule, effrayé, reconnaît sa faute. La Pythie l'informe alors que le vrai roi est en vie et qu'il va reprendre son trône. Candaule jure de le tuer s'il le trouve.
La Pythie ordonne à Candaule de marcher dans la crainte des dieux. Des hiboux apparaissent portant dans leurs griffes un rouleau de papyrus qui prédit que Candaule mourra d'une mort non naturelle. Terrifié, il s'enfuit dans la forêt. Gygès revient et est surpris de ne pas trouver le roi, mais la Pythie le prend par la main, lui propose de revêtir l'armure laissée par Candaule et prédit qu'il sera bientôt roi. Gygès lui obéit et, prenant conscience de son destin, brandit son épée et disparaît dans la forêt.

#### Scène II - Campement du roi Candaule à la frontière de la Lydie et de la Misie. Au loin montagne. Nuit.
Le campement est en pleine activité. Candaule apparaît. La reine Nyssia, son épouse, met une armure avec l'aide de ses servantes. Des Amazones viennent jouer des jeux guerriers pour elle ; pendant ce temps, les guerriers de Candaule pratiquent la formation en tortue. Les jeux se terminent et le silence règne. Soudain, un messager donne un avertissement d'une attaque nocturne. Candaule ordonne à tout le monde d'être en alerte et Gygès, est placé à l'entrée de sa tente.
Dans l'obscurité, les troupes arrivent près de la tente. Ils sont impressionnés par la splendeur de la tente du roi que garde Gygès. Nyssia lève le drapeau et fait face à l'ennemi. Deux assaillants tente d'enlever la reine, mais Gygès les en empêche. D'autres soldats attaquent Gygès,  mais il est sauvé par des soldats du roi.
Voyant sa femme dans les bras de Gygès, Candaule s'avance vers lui pour le frapper de sa dague, mais Nyssia explique au roi que Gygès lui a sauvé la vie. Le roi remercie Gygès et en fait son garde personnel. Les soldats rendent hommage à Gygès, mais celui-ci ne peut s'habituer à cet honneur.

### Acte II

#### Une arène avec un arc de triomphe. Au fond une statue de Vénus Victorieuse. De chaque côté, des places d'honneur pour le roi, le reine et la suite
Les citoyens arrivent portant des couronnes de laurier et des fleurs pour accueillir le roi accompagné de fanfares. Les guerriers lydiens passent sous l'arc de triomphe, suivis des chefs prisonniers et des soldats enchaînés de différentes nations. Les notables de Lydie suivent la procession terminée par un char d'or tiré par des esclaves. Le roi Candaule se trouve dans ce char avec ses ministres. Nyssia suit sur un éléphant magnifiquement chamarré entouré de jeunes filles jetant des fleurs.
La procession triomphale s'arrête au milieu de l'arène. Les nobles présentent au roi les clefs de la capitale, puis le prisonniers défilent devant lui. Enfin, Candaule s'assoit sur son trône accompagné de sa femme et la fête commence.
Une danse de nymphes, de bayadères et de grâces marque le début, puis un Lydien représentant un tournesol se met à danser entouré de danseuses représentant des roses et des myosotis marquent la mesure. Nyssia danse sous la forme de Vénus. Elle est entourée de cupidons, de nymphes et de sylphes et tout le monde lui rend hommage. Candaule déclare avec fierté que son épouse est la véritable Vénus et ordonne de mettre une statue de Nyssia à la place de la déesse. Tout le monde acclame la reine. Mais soudain, le ciel s'obscurcit ce qui effraie la foule. Candaule aurait-il défié les dieux ?

### Acte III

#### Bain de la reine. Des tables sont dressées avec de la vaisselle d'or. Au fond, une piscine de marbre rose et blanc, ornée d'une fontaine et entourée de fleurs
Nyssia est sous un rideau aidée de ses esclaves. Elles arrangent sa chevelure et lui enlèvent ses bijoux. D'autres lui tiennent un miroir pour qu'elle puisse admirer son reflet. Les esclaves prennent différentes poses au son des harpes, puis Nyssia se met à danser. Le rideau tombe et masque le bain.
Les dames de la reine font leur entrée et Nyssia arrive splendidement vêtue et entourée de ses esclaves. On annonce l'arrivée du roi. Il met un genou à terre devant sa femme qu'il a élevée au rang de déesse. Soudain Gygès fait son entrée en plein désarroi car il est annonciateur de mauvaises nouvelles. Il est suivi des prêtres de Vénus qui demandent une audience au roi. Les prêtres sont effrayés car Vénus a montré des signes de son déplaisir : la famine, la peste s'abattent déjà sur le royaume.
Le roi demande au grand prêtre comment calmer la déesse. Il répond que la déesse demande que Nyssia soit punie en étant forcée à renoncer à son titre de reine. Nyssia est terrifiée et le roi refuse d'accéder à cette demande. Le grand prêtre avertit alors le roi que les dieux vont déchaîner leur colère. Le ciel s'assombrit, le tonnerre roule, des éclairs illuminent les nuées et la terre tremble.
Candaule force alors la reine à renoncer à son titre et elle jette sa couronne à terre. Le roi tombe à genoux et lui jure son amour éternel. Le ciel s'éclaircit et le grand prêtre loue les cieux, mais Nyssia regarde le roi avec dédain et Candaule part se consoler avec les femmes de Nyssia. 

### Acte IV

#### Scène 1 - La chambre du roi
Le roi est allongé endormi sur sa couche, Nyssia est assise à une table où est posée la couronne du roi. Elle contemple avec tristesse ce symbole du pouvoir terrestre, consciente de son avenir sombre; puis elle regarde le roi, cause de sa chute. Elle s'approche avec menace de la couche du roi.
C'est alors que la Pythie apparaît portant une coupe d'or. Elle dévoile à la reine que cette coupe contient du poison et qu'elle peut satisfaire sa vengeance et épouser Gygès. Ainsi elle sera à nouveau reine.
Le roi se réveille et la Pythie disparaît, tandis qu'arrivent des courtisans dont Gygès. Ils passent devant Nyssia sans lui prêter attention. Seul Gygès s'incline devant elle. Nyssia nourrit sa vengeance. Candaule, toujours amoureux de sa femme, tente de calmer la colère de Nyssia. Il lui propose de danser; elle accepte, mais, étant maintenant au rang d'esclave, elle déclare qu'elle ne peut danser avec lui sous les regards de la Cour. Les courtisans se retirent donc sur l'ordre du roi.
Nyssia danse et captive l'amour du roi. Il tente de lui donner un baiser, mais elle se détourne. Pendant ce temps, la Pythie observe derrière un rideau et pointe vers la coupe empoisonnée. Nyssia la prend et la présente au roi qui en boit le contenu. Commençant à ressentir l'approche de la mort, il sonne à l'aide. Les courtisans se précipitent. Gygès court à la rescousse, mais la Pythie apparaît et force le roi à avouer que Gygès est bien le roi légitime. Gygès s'empare de la couronne et la présente à Nyssia qui surprise se tourne vers la Pythie qui lui rappelle sa prédiction.

#### Scène II - Palais du roi Candaule. Table dressée avec de la vaisselle d'or sur une terrasse éclairée de torchères de bronze
La fête est annoncée car Gygès est devenu le nouveau roi de Lydie et doit se marier avec Nyssia. La Cour est présente. Les prêtres arrivent pour officier, apportant la table de sacrifice. Gygès, couronné, mène sa future épouse à l'autel, place la main sur la flamme sacrée, pour prononcer son vœu, de même que Nyssia, tandis que le tonnerre gronde. Les prêtres se détournent de l'autel, effrayés. Gygès envoûté par sa femme ignore cet avertissement des cieux et emmène Nyssia dans le jardin, ordonnant que la fête commence. Elle ouvre par la danse de Diane à laquelle prend part Endymion et un satyre. Les esclaves emplissent de vin les coupes des invités.
Gygès demande à la reine de se joindre à la danse. Celle-ci boit une coupe pour noyer ses pensées et se jette dans la danse dans une sorte de transe, vidant une autre coupe; mais celle-ci est pleine de l'esprit de Candaule qui soudain ôte la couronne de la reine. Celle-ci s'évanouit de terreur. Gygès court à son secours et la conduit à son trône, mais le fantôme apparaît encore. Nyssia est prise de panique et court vers les danseurs qui ne peuvent comprendre la raison de sa terreur. Finalement, épuisée, elle se jette dans les bras de Gygès; mais le fantôme pointe le doigt vers sa tombe où il attend sa femme. Nyssia devient livide et tombe à terre morte d'effroi. Gygès, noyé de chagrin, tente en vain de la faire revenir à la vie; mais la Pythie apparaît de nouveau. Elle dit à Gygès de ne pas pleurer, mais plutôt de remercier les Cieux d'avoir été préservé de la mort, car Nyssia lui avait préparé une coupe empoisonnée.
Gygès et les invités se détournent du corps de Nyssia. Le bleu du ciel illumine la scène et Vénus apparaît dans un temple de diamant entourée de cupidons. La déesse jalouse pointe le doigt vers le cadavre de Nyssia avec une expression de triomphe, comme pour avertir ceux qui chercherait à défier la déesse de la beauté éternelle.